# A414

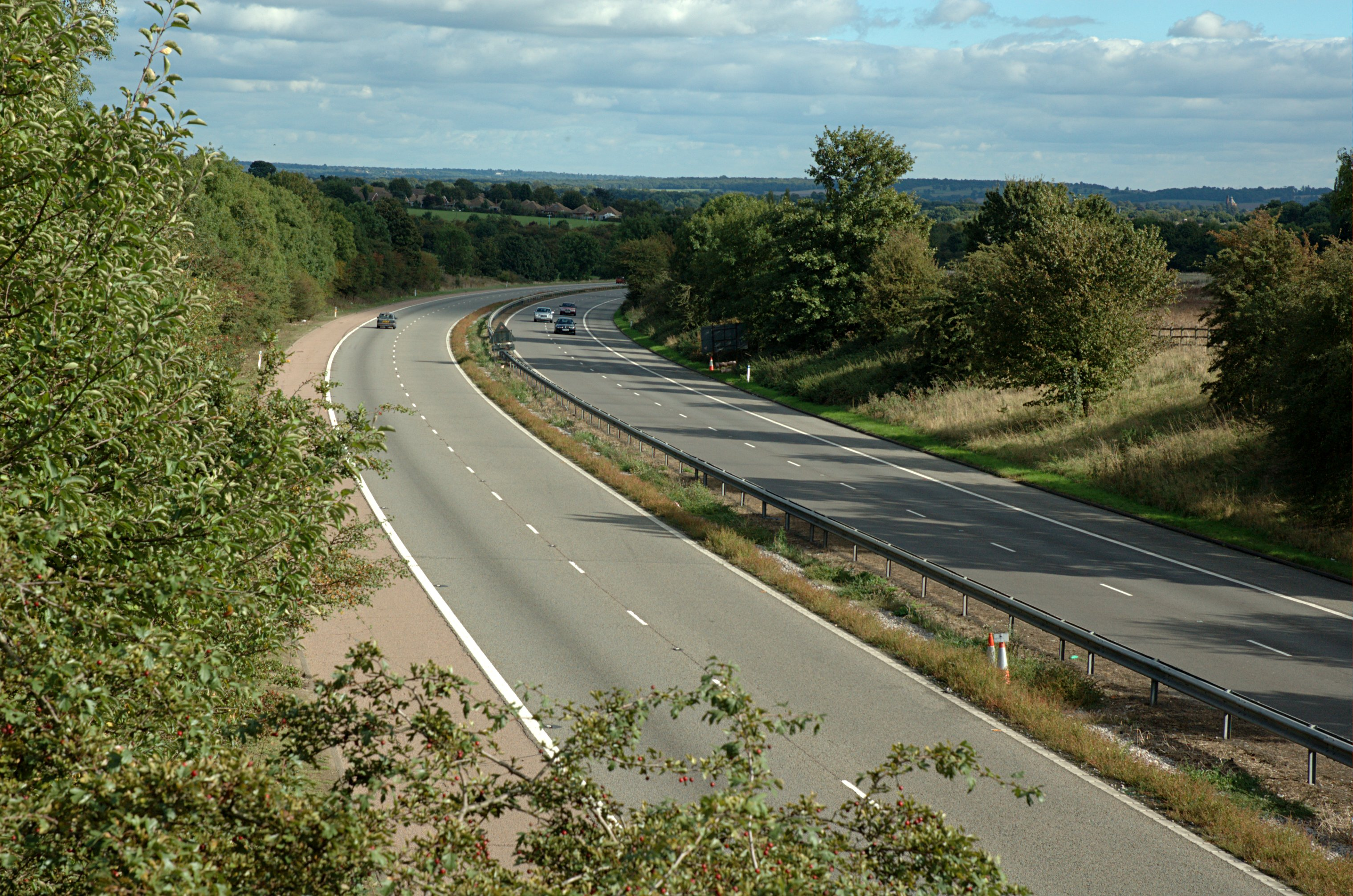
A414, tidigare M10, söder om St Albans.

A414 är en större väg i Storbritannien. Den går mellan Hemel Hempstead i väster och Maldon i öster, via St Albans, Hatfield, Hertford, Harlow och Chelmsford. En kort sträcka mellan M1 och St Albans var tidigare motorväg M10.
M10 öppnades 1959 och dess fortsättning österut 1960, och fungerade ursprungligen som en väg runt Londonområdet. M10 var från början tänkt som en del av M1, men ändrade planer gjorde att den fick ett nytt nummer. Då ringvägen M25 öppnades ett par kilometer söderut fick A414 (och M10) en sekundär funktion, eftersom M25 tog över en stor del av trafiken. Trots detta har trafiken ökat då A414 kan användas som en alternativ väg till M25.